# Гундерсон, Якоб
Якоб Гундерсон (норв. Jacob Gunderson; 29 октября 1875, Фьере (ныне в составе Гримстада), Объединённые королевства Швеция и Норвегия (ныне Норвегия) — январь 1968, округ Уэстчестер, США) — норвежский вольный борец, серебряный призёр летних Олимпийских игр 1908.
На Играх 1908 года в Лондоне Гундерсон соревновался в весовой категории свыше 73,0 кг. Выиграв три схватки, он проиграл в финале и занял второе место, получив серебряную медаль.